# Ken Anderson
Ken Anderson (nascido em 6 de Março de 1976) é um lutador de wrestling e actor, mais conhecido pelos seus ring names Mr. Kennedy ,Ken Kennedy ou Mr. Anderson. Foi contratado pela WWE  em fevereiro de 2005 e foi despedido em maio 2009. Desde o começo de 2010, Anderson lutou na Total Nonstop Action Wrestling(TNA) de 2010 a 2016. Venceu o TNA World Heavywheight Championship no pay-per-view Genesis 2011 (um ano depois de fazer a sua estreia) aonde derrotou Jeff Hardy sendo o seu primeiro campeonato mundial em sua carreira.

## Antes do Wrestling
Anderson estudou na Washington High School em Two Rivers, Wisconsin. Na altura destacou-se em natação e atletismo. Fez anúncios em jogos de Basketball e participou no grupo de rádio da sua escola.
Antes de a  carreira de wrestling, Anderson trabalhou como personal trainer e numa base nuclear como segurança. Também serviu o Exército dos Estados Unidos.

## Carreira

### Início da Carreira
Anderson foi treinado pelos donos da companhia All-Star Championship Wrestling, Eric Hammers e Mike Krause. Foi convidado a aparecer no WWF Jakked, no WWE Velocity e no WWE Sunday Night Heat como amador independente entre 2001 e 2004. Anderson fez também algumas aparições no TNA Explosion e foi inicialmente abordado por Jeff Jarret para um contracto, mas não chegou a acontecer por falta de comunicação entre os dois. Anderson participou nos torneios de Petty Invitational de 2002 e 2003 mas nunca passou da primeira etapa. Tendo já 6 anos de experiência no wrestling, Anderson assinou um contracto de desenvolvimento com a WWE em Fevereiro de 2005.

### World Wrestling Entertainment (2005-2007)
Ao assinar com a WWE, Anderson foi enviado para a OVW e seis meses depois foi chamado para a Velocity. Finalmente no dia 25 de Agosto de 2005 Kennedy fez a sua estreia na Smackdown ao vencer Funaki. Anderson mostrou ser um wrestler convencido e arrogante, não só pelas suas maneiras mas também por fazer a sua própria introdução ao ringue. Neste combate referiu-se como Mr. Anderson, mas semanas depois mudou o nome para Ken Kennedy (Mr. Kennedy), evitando comparações com o antigo jogador de Futebol Americano Ken Anderson. Esta ideia foi sugerida por Paul Heyman e foi escolhido o nome do meio de Vince McMahon.
Kennedy criou um feud com Tony Chimel em que dizia que este não o respeitava suficiente não sabia apresentar. O primeiro Pay-Per-View de Kennedy foi o No Mercy, vencendo Hardcore Holly e lesionando-o durante o combate.
No dia 11 de Novembro Kennedy enfrentou Eddie Guerrero no seu último combate, por um lugar na equipa da Smackdown para o Survivor Series. Kennedy perdeu o combate por desqualificação graças aos truques de Eddie Guerrero. Foi a primeira derrota de Kennedy. furioso atacou Eddie Guerrero com a cadeira.
Em Dezembro de 2005 Kennedy participou na tour Europeia, no segundo dia em Itália lesionou-se. Mesmo depois da cirurgia em Dezembro, foi forçado a afastar-se dos ringues durante 6 meses, mas continuou a fazer aparições na Smackdown durante Janeiro e Fevereiro.
Kennedy voltou na edição de 10 de Maio da OVW, enfrentando o OVW Heavyweight Champion, CM Punk com o título em jogo, mas não conseguiu alcançar a vitória. No dia 9 de Junho voltou à Smackdown com uma vitória sobre Scotty 2 Hotty ao usar o Kenton Bomb. Na Smackdown de 14 de Julho Kennedy perdeu um combate contra Matt Hardy sofrendo a sua primeira derrota por pinfall.
Mr. Kennedy começou assim uma pequena feud com Batista quando no dia 21 de Julho fez um desafio aberto a qualquer wrestler da Smackdown. Kennedy respondeu ao desafio e no Great American Bash venceu o combate por desqualificação. Durante o combate Kennedy sofreu uma pequena lesão ao ser atirado contra os degraus, resultando numa laceração exposta no crânio, na qual foi necessário 20 pontos para fechar. Mais tarde teve outro combate contra Batista em que venceu novamente por Count-Out, mas no terceiro combate perdeu por pinfall. Mr. Kennedy também ajudou os McMahons (Vince e Shane)  aparecendo no Summerslam e na Raw de 28 de Agosto, juntamente com Finlay e William Regal, para atacar os DX.
Na Smackdown de 1 de Setembro, Kennedy venceu Finlay e Bobby Lashley num combate Triple Threat ganhando o United States Championship,  seu primeiro título na WWE. Na semana seguinte Kennedy anunciou que queria mudar para a Raw, já que tinha vencido os melhores lutadores da Smackdown. Ao dizer isto aparece o General Manager, Teddy Long e marca para o No Mercy um combate entre Kennedy e Undertaker, wrestler que Kennedy nunca tinha enfrentado.
Kennedy conseguiu vencer Undertaker no No Mercy por desqualificação e voltou a exigir que mudasse de marca. Desta vez Teddy Long pôs Kennedy num combate contra Chris Benoit, outro wrestler que Kennedy nunca tinha enfrentado antes e Teddy Long garantiu que se Kennedy vencesse, daria autorização para que mudasse de marca. O combate valia o United States Title e Kennedy perdeu-o para Chris Benoit por submissão, depois de uma distracção de Undertaker.
No final de 2006 Kennedy uniu forças com MVP em combates contra os Brother of Destruction em diversas combinações. Enquanto que MVP rivalizava com Kane, Kennedy desafiava Undertaker para um combate no Survivor Series. O combate foi um First Blood em que Kennedy venceu com a ajuda despropositada de MVP. Depois do combate Undertaker atacou Kennedy, forçando-o a sangrar. Undertaker teve a sua vingança no Armageddon ao vencer Kennedy num brutal combate Last Ride, mesmo depois de ser atirado por Kennedy de uma grande altura do cenário.
Depois de uma pequena pausa, Kennedy voltou à Smackdown no dia 5 de Janeiro e derrotou Chris Benoit no torneio Beat the Clock para determinar o candidato ao World Heavyweight Championship de Batista. Kennedy conseguiu ter o tempo mais rápido do torneio depois de evitar que Undertaker ultrapassasse os seu 5:07 min. Na Royal Rumble Kennedy conseguiu fazer um pin a Batista por 3 segundos, mas o árbitro não contou e Kennedy acabou por perder o combate, tal como o rematch na Smackdown seguinte. Depois disto Kennedy começou uma pequena feud com o ECW World Champion Bobby Lashley o que levou a um combate no No Way Out com o título de Lashley em jogo, no qual Kennedy venceu por desqualificação.
Kennedy qualificou-se a um lugar no Money in the Bank 2007 ao vencer Sabu num Extreme Rules Match. Na Wrestlemania 23, Kennedy venceu o Money in the Bank 2007 e na Raw de 30 Abril anunciou que iria cobrar o contracto da mala na Wrestlemania 24. Contudo, na Raw de 7 de Maio, Kennedy perdeu a sua oportunidade pelo título num combate contra Edge com a mala em jogo. Kennedy não teve a oportunidade de reaver a sua mala, porque lesionou-se e teve que se ausentar dos ringues durante 3 meses.

### Raw (2007-2008)
Na Raw de 11 de Junho, Kenndey foi draftado da Smackdown para a Raw e no dia 30 de Julho voltou a combater vencendo Bobby Lashley, lesionando-o (kayfabe). No dia 20 de Agosto, Carlito fez o seu Carlito’s Cabana em que desafiou Umaga para um combate com o Intercontinental Title em jogo no Summerslam. Nisto aparece Kennedy dizendo que merecia um combate com Umaga porque fez aquilo que Umaga não tinha conseguido, vencer Bobby Lashley e pô-lo fora de acção.
O General Manager William Reggal marca um combate entre Kennedy e Carlito para determinar aquele que lutaria com o campeão, mas o combate acaba num empate e William Reggal é obrigado a marcar um Triple Threat Match para o Summerslam entre os três pelo Intercontinental Championship, mas Umaga retém o seu título depois de um Samoan Spike em Kennedy.
Durante a Raw de 10 de Setembro, Vince McMahon revelou que Kennedy tinha sido suspenso por ter fingido ser um McMahon, mas na realidade Kennedy foi um dos 11 lutadores suspensos pelo uso de esteróides, ficando suspenso por 30 dias. Kennedy regressou na Raw de 1 de Outubro e enfrentou John Cena no Main Event, num combate que ficou marcado pela lesão de Cena durante o mesmo. No No Mercy, Kennedy juntou-se a Lance Cade e Trevor Murdoch venceram a equipa de Jeff Hardy, Paul London e Brian Kendrick.
Nas semanas seguintes Kennedy esteve envolvido numa feud com Jeff Hardy em que lutavam em combates single e tag team, com Jeff a vencer maioritariamente. No Cyber Sunday, Kennedy e Hardy tiveram a oportunidade de um combate pelo WWE Championship, mas nenhum dos dois foi escolhido pelos fans e Kennedy acabou por vencer Hardy num combate extra marcado por William Reggal.
Na noite seguinte ao Survivor Series, Kennedy começou uma rivalidade com Shawn Michaels, em que Kennedy reclamava que já estava na altura de Michaels deixar os mais novos subir a escada do sucesso. No Armageddon Michaels venceu Kennedy depois de acertar o Sweet Chin Music. Na Raw de 31 de Dezembro deu-se a desfora e desta vez Kennedy venceu ao fazer o Mic Check, o seu novo finisher. Nos combates que se seguiram, ambos trocaram vitórias e na Royal Rumble, Kennedy eliminou Michaels, o que levou ao fim da rivalidade.
Kennedy teve a oportunidade de acabar com a carreira de Ric Flair no No Way Out mas acabou por perder por submissão com o Figure 4 Leg Lock de Ric Flair. Kennedy participou no Money in the Bank ladder match da Wrestlemania XXIV, e depois disso esteve algumas semanas ausente para fazer o filme Behind Enemy Lines: Colombia. Voltou na Raw de 28 de Abril onde confrontou o General Manager William Reggal.

### Regresso à Smackdown
No dia 23 de Julho, na Draft Lottery de 2008, Kennedy muda-se para a Smackdown. Já na Smackdown, no dia 4 de Agosto, Kennedy desloca o ombro ao combater contra Shelton Benjamin num House Show. Depois de meses de ausência Kennedy aparece na Raw no dia 24 de Novembro para promover o seu filme e na Smackdown no dia 28.

### Fim na WWE
Devido as tensões com vários colegas da smackdown  Kennedy foi transferido de volta para o RAW, no WWE Draft de 2009, sendo que em 25 de maio regressou da contusão. 5 dias depois do regresso, Kennedy foi demitido, após, supostamente, sofrer uma nova lesão, desta vez no pulso. Dois dias após sua demissão, Kennedy postou um vídeo em sua página no Facebook, onde chacoalhava os dois pulsos intensamente e olhava com uma expressão irônica para a câmera, mostrando não haver nenhuma lesão.

## Depois de ser demitido pela WWE
Ken Anderson foi contratado pela TNA onde debutou no PPV Genesis no dia 17 de janeiro de 2010 contra um lutador antigo da companhia Abyss
No PPV Lockdonw Anderson enfrentou Kurt Angle e venceu apos um mick drop.No PPV sacrifice lutou contra Jeff Hardy mas perdeu apos este aplicar um lindo Swanton Bomb da mesa dos comentaristas para uma mesa.Depois disso ajudou Jeff Hardy a vencer Sting no Impact que depois atacou ambos com um taco de baseball.Na semana seguinte Jeff Hardy o salvou de um ataque da Beer Money .No PPV Slammiversary ele e Jeff venceram a Beer Money . Em 09 de janeiro de 2011, no PPV Genesis 2011, Anderson venceu Matt Morgan pare se torna no.1 Contender pelo TNA Championship. Logo depois venceu Jeff Hardy para conquistar o seu primeiro World Champion e TNA World Heavyweight Championship, na sua carreira.

## No wrestling
- Finishers
  - Green Bay Plunge -  2005 – Presente
  - Kenton Bomb – 2005 – Presente
  - Mic Check – 2007 – Presente
  - Standing Green Bay Plunge - 2007 - Presente
- Ataques secundários
  - Facewash
  - Forward Russian legsweep
  - Hangman's neckbreaker
  - Inverted superplex
  - Knee lift
  - Múltiplas variações de DDT
  - Side slam backbreaker
- Músicas de entrada
  - "Pour Some Sugar on Me" de Def Leppard
  - "Turn Up The Trouble" de Jim Johnston apresentando Ted Nigro

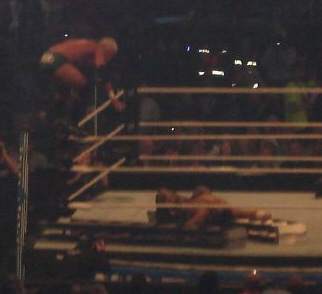
Mr. kennedy aplica o Kenton Bomb (Senton Bomb) em Matt Hardy.

  - "Turn Up The Trouble" de Airbourne

## Títulos
- All-Star Championship Wrestling

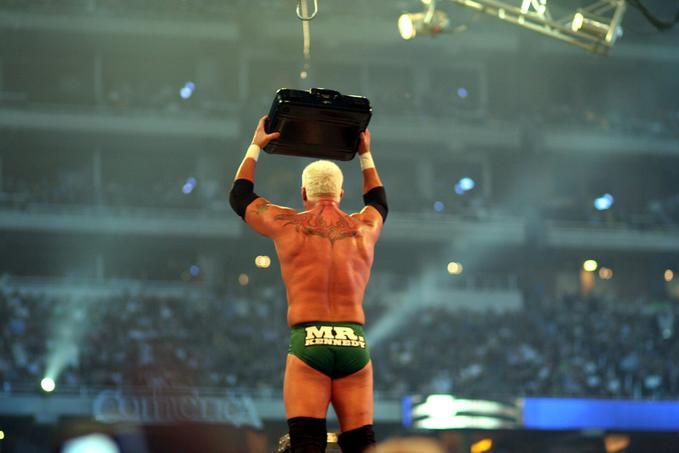
Kennedy após vencer a Money in the Bank de 2007 na WrestleMania 23.

  - ACW Heavyweight Championship (3 vezes)[13]
  - ACW Tag Team Championship (3 vezes)[13]– com Mike Mercury
  - ACW Television Championship (1 vez)[13]
- Mid-American Wrestling
  - MAW Heavyweight Championship (1 vez)[14]
- NWA Midwest
  - NWA Midwest Heavyweight Championship (1 vez)[15]
- Pro Wrestling Illustrated
  - PWI o colocou como #21 dos 500 melhores wrestlers de 2007
- WWE
  - WWE United States Championship (1 vez)[16]
  - Mr. Money in the Bank (2007)[17]
- Total Nonstop Action Wrestling
  - TNA World Heavyweight Championship (2 vezes)
- Wrestling Observer Newsletter
  - Melhor Gimmick (2005)
- Xtreme Intense Championship Wrestling
  - XICW Tag Team Championship (1 vez)[13]– com Joey Padgett
- Outros títulos
  - UPCW Tag Team Championship (1 vez)[13]– com Big Daddy Loker